# Cuerpo de Bomberos de Coyhaique
El Cuerpo de Bomberos de Coyhaique forma parte de la organización Bomberos de Chile, es una institución sin fines de lucro que tiene por objeto proteger las vidas y propiedades de todos los habitantes de la comuna de Coyhaique y Puerto Ibáñez. Fue oficialmente fundado el 16 de abril de 1939 por iniciativa de vecinos que sintieron la necesidad de contar con una entidad que permita extinguir los incendios.
Actualmente, y de acuerdo a la orgánica de todos los cuerpos de Bomberos de Chile, es formado por cinco Compañías y Cuatro Compañías de Bomberos en Formación. Las cuales se distribuyen de la siguiente manera, cuatro Compañías ubicadas estratégicamente en la ciudad de Coyhaique y la Quinta emplazada en la ciudad de Puerto Ibáñez, distante a 116 km de Coyhaique, las cuales desarrollan diversas labores de protección civil que van más allá de solo la extinción de incendios.
Y las cuatro compañías en formación, una en la localidad de Balmaceda, distante a 55 km al sureste de la capital regional. En esta localidad se encuentran además el Aeropuerto Balmaceda y el Paso Internacional "Huemules", puntos claves en la conectividad regional con el resto del país. 
La siguiente se emplaza en la localidad de Villa Ortega, la cual se encuentra a 32 kilómetros noreste de la capital regional. Además recientemente se ha comenzado con los trámites de organización y conformación de la Compañía de bomberos en formación en la localidad de Valle Simpson.  
Por ello es que el Cuerpo de Bomberos  con una gran dotación voluntarios en las zonas rurales aledañas, es así también como en el sector villa El Blanco y nuevamente a raíz de diversas emergencias, los pobladores se organizan para constituir la Novena Compañía en formación “Tulio Navarrete” la cual fue creada el 2 de septiembre de 2017. Siendo Dada de alta como 9.ª Compañía de Bomberos de Coyhaique
Por último, las localidades de Ñirehuao y Villa Cerro Castillo se organizaron para suplir la necesidad de contar con un grupo humano que preste la primera respuesta ante una emergencia, mientras llega personal y material de las compañías de Coyhaique o alrededores. Poblados los cuales, se encuentran en constante capacitación para prestar de la mejor manera el servicio a sus comunidades junto con la implementación que con esfuerzo y apoyo del Cuerpo de Bomberos de Coyhaique se logra constantemente.

| Compañía                                             | Fundación               | Lema                                | Especialidad               |
| ---------------------------------------------------- | ----------------------- | ----------------------------------- | -------------------------- |
| 1.ª.Compañía "Cdte.Juvenal Leyton Barrientos"        | 26 de enero de 1939     | "Abnegación, Esfuerzo y Sacrificio" | Agua y Haz-Mat             |
| 2.ª.Compañía "Bomba España"                          | 12 de marzo de 1939     | "Deber y Abnegación"                | Agua y Rescate Vehicular   |
| 3.ª.Compañía "Carlos Brito Jorquera"                 | 17 de noviembre de 1960 | "Abnegación, Esfuerzo y Progreso"   | Agua, Incendios forestales |
| 4.ª. Compañía "Almirante Simpson"                    | 6 de noviembre de 1989  | "Honor y Gloria"                    | Agua y Rescate en desnivel |
| 5.ª. Compañía Puerto Ing. Ibáñez                     | 27 de junio de 1997     |                                     | Agua y Rescate             |
| 6.ª. Compañía en Formación Balmaceda                 | 16 de mayo de 1963      | "Valor y Sacrificio"                | Agua                       |
| 7.ª. Compañía de Bomberos en Formación Villa Ortega  | 22 de agosto de 2009    | "Unión, sacrificio y Lealtad"       | Agua                       |
| 8.ª. Compañía de Bomberos en Formación Valle Simpson | 10 de octubre de 2012   | "Lealtad, Compromiso, Honor"        | Agua                       |
| 9.ª. Compañía "Tulio Navarrete" Villa El Blanco      | 2 de septiembre de 2017 | "Disciplina, Honor y Lealtad"       | Agua                       |
| 10.ª. Compañía en Formación Villa Ñirehuao           | 18 de agosto de 1991    |                                     | agua                       |
| 11.ª. Compañía en Formación Villa Cerro Castillo     |                         |                                     | Agua                       |

## Oficialidad general 2025-2026
- Superintendente: Jorge Vidal Pacheco (1.ª Cía)
- Vice superintendente: Ignacio Sepúlveda  (2.ª Cía)
- Secretario General:
- Tesorero General: Juan Fernández Jara (2.ª Cía)
- Intendente General: Rene Rodríguez (1.ª Cía)
- Comandante: Gastón Cuevas Almonacid (2.ª Cía)
- 2.º Comandante: Jorge  Vidal (1.ª Cía)
- 3.er Comandante: Boris Romero (2.ª Cía)

## Historia de fundación
Todo comienza después de fundarse la ciudad de Coyhaique (Pueblo de Baquedano en ese entonces), como una de las primeras instituciones voluntarias de la localidad, ya con la creación de la Primera compañía el 26 de enero del año 1939 y con la posterior fundación de la Segunda Compañía “General Baquedano” de ese entonces (Hasta 1983, Actual “Bomba España") el día 12 de marzo. Luego de todo esto y ante la necesidad imperiosa de tener un reconocimiento ante las autoridades bomberiles a nivel de nacional, un día 30 de abril de 1939, en sesión celebrada con las dos compañías ya existentes de esa época y presidida por el director Sr. Maximiliano Casas Barruel y la totalidad de los voluntarios; el Sr. Casas en esa oportunidad se refiere a la organización del Cuerpo de Bomberos que se había efectuado el 16 de abril de ese mismo año.
Quedando Constituido el primer directorio general de la institución de la siguiente manera:
- Superintendente: Sr. Max Casas Barruel
- Comandante: Sr. Víctor Portales (Reemplazado dos años más tarde por don Juvenal Leyton Barrientos)
- Secretario General: Sr. Pedro Quintana Mansilla
- Tesorero General: Sr. Agustín Fernández
- Ayudante: Sr. Alfredo Dinamarca

Al ser nombrados miembros del directorio general los Sres. Casas y Quintana, personas que formaban parte del directorio de la Primera compañía, hubo necesidad de proceder a la elección de sus reemplazantes.
En consecuencia quedó definitivamente como fecha de fundación del Cuerpo de Bomberos de Coyhaique el día 16 de abril de 1939.

## Organización
Rescate Vehicular, Hazmat, Rescate en Desnivel e Incendios forestales son algunas de las múltiples labores que realiza actualmente el Cuerpo. Para aquello está dotado de moderno material tanto en carros bomba como en herramientas.

## Ubicación y material mayor por compañías
- Primera Compañía, Ubicada en calle General Parra N° 365 y cuenta con tres vehículos los cuales tienen asignadas las siglas B-1, H-1 y Z-1.
- Segunda Compañía, Ubicada en Avda. Almirante Simpson N° 96 y cuenta con tres vehículos los cuales tienen asignadas las siglas B-2, R-2 y Rx-2.
- Tercera Compañía, Ubicada en calle Las Quintas N° 779 esquina Los Coigues, en la Población Víctor Domingo Silva, cuenta con cuatro vehículos el cual tiene asignado la sigla B-3, BT-3, BF-3 y F-3
- Cuarta Compañía, Ubicada en calle Oscar del Río N°69, Villa Austral y cuenta con dos vehículos los cuales tienen asignadas las siglas B-4 y R-4
- Quinta Compañía, Ubicada en Avenida Padre Antonio Ronchi, S/N, comuna de Puerto Ibáñez y cuenta con tres vehículos los cuales tienen asignados las siglas B-5, Bx-5 y R-5.
- Sexta Compañía en Formación de Bomberos Balmaceda, Ubicada en la localidad de Balmaceda, comuna de Coyhaique y cuenta con un vehículo que tiene asignada la sigla B-6.
- Séptima Compañía en Formación de Bomberos Villa Ortega, Ubicada en la localidad de Villa Ortega, en la comuna de Coyhaique y cuenta con un vehículo que tiene asignada la sigla B-7.
- Octava Compañía en formación de Bomberos Valle Simpson, Ubicada en la localidad de Villa Valle Simpson y cuenta con un vehículo que tiene asignada la siglas B-8.
- Novena Compañía Villa El Blanco, Ubicada en la localidad de Villa El Blanco y cuenta con dos vehículos que tienen asignadas la sigla B-9 y Bx-9.
- Décima Compañía en formación de Bomberos Villa Ñirehuao, Ubicada en la localidad de Villa Ñirehuao y cuenta con dos vehículo que tiene asignada la sigla B-10 y Bx-10
- Undécima Compañía en formación de Bomberos Villa Cerro Castillo, Ubicada en Calle Lago Alto N°3 en la localidad de Villa Cerro Castillo, ubicada en la comuna de Río Ibáñez, y cuenta con dos vehículo que tiene asignada la sigla B-11 y Bx-11
- Cuartel General, Ubicado en calle Melinka N° 58,dónde están las oficinas administrativas de nuestra institución y cuenta con dos vehículos que tienen asignadas la sigla J-1 y J-2

## Enlaces
- Primera Compañía de Bomberos de Coyhaique ("Comandante Juvenal Leyton Barrientos")
- Segunda Compañía de Bomberos de Coyhaique ("Bomba España")
- Tercera Compañía de Bomberos de Coyhaique ("Carlos Brito Jorquera")
- Cuarta Compañía de Bomberos de Coyhaique ("Bomba Almirante Simpson")